# David Chalmers

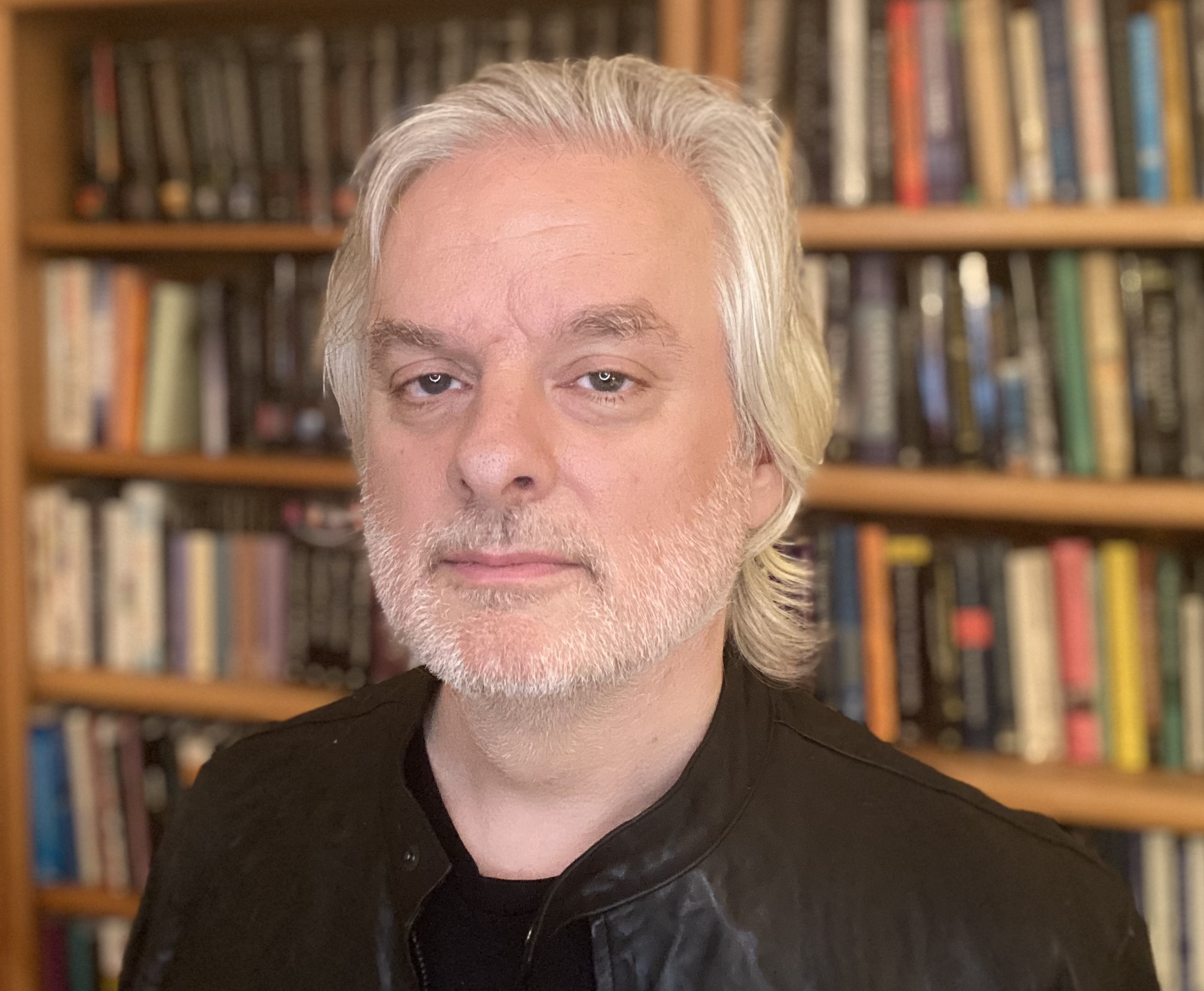
Chalmers in 2021

David John Chalmers (Sydney, Australië, 20 april 1966) is een Australische filosoof en cognitiewetenschapper die bekend staat om zijn werk op het gebied van de filosofie van de geest, bewustzijnsfilosofie en de metafysica omtrent het bewustzijn.
Hij is verbonden aan de Australian National University. Chalmers is een aanhanger van het naturalistisch dualisme, of traditioneel substantieel neutraal monisme en bekend van zijn begrip "moeilijk probleem van het bewustzijn" en de dubbel-aspecttheorie. Hij is verder ook een verdediger van de thesis van The Extended Mind.

## Dualisme bewustzijnstheorie
Twee moderne wetenschappers die een dualistische theorie over het bewustzijn hebben ontwikkeld zijn de Britse neurofysioloog John Eccles (1903-1997) en David Chalmers.
- Eccles creëerde het begrip "waarschijnlijkheidsvelden", die door de geest zouden worden bediend om op de bewegingen van de neurotransmitters in te werken.
- David Chalmers vraagt zich af waarom er überhaupt qualia zouden bestaan. Hij noemt dit "the hard problem of consciousness", dat de wetenschap belet om een verklaring over bewustzijn te kunnen geven[1]

Beiden neigen ze ernaar zich buiten de grenzen van het wetenschappelijk aanvaardbare te bewegen. Verder in deze richting kan ook de meer recente theorie worden gesitueerd van de "morfogenetische velden" van Rupert Sheldrake.

## Publicaties
Chalmers werkte o.a. aan de volgende publicaties:
- 1996, The Conscious Mind: In Search of a Fundamental Theory, Oxford University Press.
- 1999, Toward a Science of Consciousness III: The Third Tucson Discussions and Debates Stuart R. Hameroff, Alfred W. Kaszniak and David J. Chalmers (Editors). The MIT Press.
- 2002, Philosophy of Mind: Classical and Contemporary Readings, (Editor). Oxford University Press.